# Ob die Weiber Menschen seyn, oder nicht?
Ob die Weiber Menschen seyn, oder nicht? ist die deutsche Übertragung einer im Jahr 1595 in Deutschland anonym auf Latein erschienenen androzentristischen Schrift Disputatio nova contra mulieres, qua probatur eas Homines non esse. Sie wurde Valens Acidalius zugeschrieben, obwohl dieser sich selbst von dieser Zuschreibung distanzierte. In ihrer 1618 veröffentlichten deutschen Fassung ist sie eine fingierte und Kontroversen provozierende Auseinandersetzung zweier Ordensmänner im Zuge der im späten Mittelalter begonnenen Querelle des femmes, die bis ins 18. Jahrhundert, zunehmend auch unter Beteiligung gelehrter Frauen und Künstlerinnen diskutiert wurde. Die deutsche Übertragung kombinierte in Dialogform die ursprüngliche Schrift mit der von Simon Gedik noch im selben Jahr publizierten Verteidigungsschrift für die Frauen (Defensio sexus muliebris). Trotz seiner mit Akribie ausgeführten Widerlegung stellte sich bereits Gedik die Frage, ob der unbekannte Verfasser der Disputatio nova sie vielleicht „im Scherz“ geschrieben habe. Die deutsche Umformung nennt sich in der Überschrift „ein lustig Gespräch“.

## Disputatio novavon 1595

### Erstausgabe und Reaktion
Anfang des Jahres 1595 erschien im Heiligen Römischen Reich eine in Latein verfasste Schrift, in der weder Verfasser noch Drucker oder Erscheinungsort genannt wurden. Ihr Titel lautete Disputatio nova contra mulieres, qua probatur eas Homines non esse („Neue Disputation gegen Frauen, durch die bewiesen wird, dass sie keine Menschen sind“). Da sie augenscheinlich Frauen absprach, Menschen zu sein, löste sie noch im selben Jahr heftige Reaktionen und Antwortschriften aus, die das Menschsein der Frauen verteidigten. Die theologischen Fakultäten von Wittenberg und Leipzig reagierten schriftlich, da sie das Werk – unabhängig von seinem ironisch-polemisierenden Charakter – für gefährlich hielten und die Bibel angegriffen sahen. Insbesondere die studierende Jugend galt es vor der Schrift zu warnen. Noch im gleichen Jahr reagierte Andreas Schoppius mit einer umfangreichen Verteidigungsschrift dem „vnbenameten, doch offentlichen Lesterer zur Widerlegung“. Eine besonders ausführliche und gleichermaßen heftige Replik verfasste Simon Gedik, damals Hofprediger in Halle, bereits im Februar des Jahres, die noch 1595 im Druck erschien. Auch er stützte sich in seiner ebenfalls lateinisch verfassten Defensio sexus muliebris („Verteidigung des weiblichen Geschlechts“) auf die gänzlich anonyme Fassung. These für These widerlegte Gedik die in der Disputatio nova entwickelte Beweisführung, fragte sich allerdings in der Einleitung, ob der Anonymus im Scherz geschrieben habe.

### Anliegen der Schrift
Allen Reaktionen gemein ist der Umstand, dass sie auf das eigentliche Anliegen der Disputatio nova nicht eingehen: Die Polemik gegen die polnische Wiedertäuferbewegung der Sozinianer. Die Schrift setzt ein mit den Worten: „Da es in Samaritien […] freigestellt ist, zu glauben und zu lehren, daß Jesus Christus […] ebenso wie der Heilige Geist nicht Gott ist, wird es […] auch mir erlaubt sein, zu glauben […], daß Frauen keine Menschen sind und was sich daraus ergibt: daß Christus also nicht für sie gelitten hat und daß sie nicht erlöst werden.“ Samaritia, das in späteren Ausgaben zu Sarmatia emendiert wurde, ist eine von dem Verfasser kreierte Wortschöpfung, vermutlich auf Basis des lateinischen Begriffs samartia („Irrung“). Beide Begriffe, sofort erkennbar vor allem in der Form Sarmatia, stehen als Deckname für Polen, der Heimstatt der in der Schrift immer wieder genannten antitrinitarischen Sozinianer, die dort als Anabaptisten bezeichnet werden. Diese Glaubensgruppe zeichnete sich durch eine besonders wörtliche Auslegung der Bibel aus, und mit diesem Mittel versuchte der Verfasser, ihren Glaubensansatz in 51 Thesen zu widerlegen. Die Wahl des Themas reflektiert einen der sozinianischen Glaubensgrundsätze – das Menschsein der Frauen. Zur Untermauerung seiner Thesen zieht der Verfasser neben der Bibel Platons Ansichten zum Wesen der Frau heran, führt Etymologisches zum Worte homo aus oder beruft sich auf biologische Vergleiche. Ziel war es, die in seinen Augen absurde These vom Wesen Christi durch eine gleichermaßen absurde These vom Wesen der Frauen zu konterkarieren.

### Verfasserfrage
Unmittelbar nach Bekanntwerden der Schrift setzte die Suche nach ihrem Verfasser ein. In diesem Zusammenhang wurde seitens des Leipziger Rats auch der in Leipzig und Frankfurt am Main vertretene Verleger Heinrich Osthausen befragt. Osthausen gab zu, das Werk verlegt zu haben, und benannte Valens Acidalius als Urheber der Schrift. Acidalius, mittlerweile auch öffentlich angegriffen, wandte sich nun brieflich an Jakob Monau und schilderte ihm die Angelegenheit aus seiner Sicht. Demnach war eine Abschrift der ursprünglich aus Polen stammenden Schrift, die bereits seit Jahren in gewissen Kreisen kursierte, seit einiger Zeit in seinem Besitz gewesen, und als Osthausen, der Acidalius’ Werk Valentis Acidalii in Q. Curtium animadversiones mit erheblichem wirtschaftlichen Verlust verlegt hatte, ihn bedrängte, hätte er ihm diese kleine Schrift zur freien Verfügung angetragen, deutlich darauf hinweisend, dass er nicht der Urheber sei. Seither firmiert die Schrift meist unter dem Namen des Valens Acidalius, wenn auch unter Vorbehalt.

### Neuauflagen und Übersetzungen
Die durch die Reaktionen hervorgerufene Aufmerksamkeit führte ab 1638 zu einer Reihe von Neuauflagen, die die Schrift selbst samt Gediks Replik zusammen abdruckten. Sie erschienen unter dem Titel Disputatio perjucunda qua Anonymus probare nititur mulieres homines non esse: cui opposita est Simonis Gedicci … defensio sexus muliebris, und zwar in Den Haag 1638, 1641, 1644, in Paris 1683, 1690, 1693 und in Leipzig 1707. Bei diesen Drucken wurden beide Schriften hintereinander gestellt. Eine dieser Ausgaben fand ihren Weg nach Italien, wo sie 1647 von dem Römer Horatio Plata ins Italienische übersetzt wurde. Die Übersetzung wurde unter falschen Angaben zu Drucker und Ort publiziert und löste sofort Empörung aus. Mit Francesco Valvasense, einem der reichsten Drucker Venedigs, wurden der Verantwortliche umgehend ermittelt und der Inquisition übergeben, die Schrift selbst auf den römischen Index gesetzt. Als Reaktion auf die italienische Übersetzung erschien unter dem Pseudonym Galerana Barcitotti die 1651 veröffentlichte Schrift der venezianischen Benediktinerin Arcangela Tarabotti Che le donne siano della specie degli uomini, difesa delle donne di Galerana Barcitotti contro Orazio Plata traduttore di quei fogli che dicono: Le donne non essere della specie degli uomini (etwa „Warum Frauen von der Art des Menschen sind, Galerana Barcitottis Verteidigung der Frauen gegen Orazio Plata, den Übersetzer der Schrift, die besagt, Frauen seien keine Menschen“) – ihr letztes Werk –, das gleichfalls dem Index zum Opfer fiel. Eine weitere Übersetzung auf Französisch erfolgte 1744 durch den Literaten Anne-Gabriel Meusnier de Querlon und erfuhr 1766 in Krakau eine Neuauflage von Charles Clapiès. Im Jahr 1783 erschien anonym eine ungarische Übersetzung der Disputatio, der 1785 unter dem Pseudonym Anna Carberi eine eigenständige Verteidigung folgte.

## Ob die Weiber Menschen seyn, oder nicht?von 1618
Im Jahr 1618 erschien – anonym und tituliert als „ein lustig Gespräch“ – eine bearbeitete deutsche Übertragung der Schriften: Gründ/ und probierliche Beschreibung/ Argument und Schluß-Articul, sampt beygefügten außführlichen Beantwortungen: Belangend die Frag/ Ob die Weiber Menschen seyn/ oder nicht? Meisten theils auß heilger Schrift/ das obrige auß andern Scribenten und der Experientz selbsten zusammen getragen/ Zuvor Teutsch im Truck nie gesehen: Anietzo aber zu merklicher guter Nachrichtung/ Bevorab dem weiblichen Geschlecht/ zu gebürlicher Verantwortung/ Gesprächsweiß lustig verfasset und publicirt, Durch einen besonderen Liebhaber der Lieb und Bescheidenheit Anno 1617. Es handelt sich um die frei übersetzten Disputatio nova und die Defensio von Simon Gedik, die hier als Dialog zwischen Bruder Endres genandt Weiberfeind Benedictiner Ordens und Pater Eugenius mit dem Zunamen Weiberfreund Emeritus Jesuita, geboten wird. Wie in den hier verwobenen Originalschriften berufen sich die Disputanten meistenteils auf die Bibel. Ohne eine wörtliche Übersetzung zu sein, folgt die Schrift weitgehend den Argumentationsträngen ihrer Vorbilder, beide allerdings deutlich verkürzend.

## Frauenfeindliche Aspekte der Argumentation
In der Literaturgeschichte wird die Art des Aufbaus unter dem Gesichtspunkt einer literarischen oder logisch-rhetorischen Übungsaufgabe, als Spiel mit Satire, Parodie und Paradox betrachtet. „Doch Satire und Ironie schließen bekanntlich tiefere Bedeutung nicht aus“, so Gisela Bock. Innerhalb der spitzfindigen Logik und Redetechnik des Für und Wider in der Schrift Ob die Weiber Menschen seyn, oder nicht? zielen die rhetorischen Mittel des Wider zur Herabsetzung der Frau oft unter die Ebene von Satire und Ironie ins Vulgäre. Immer wieder werden Tiervergleiche – mit Hunden, Schweinen, Eseln, Schlangen und der Bestie schlechthin – bemüht. Dem Argument, dass Frauen sprechen können und deshalb am Menschsein teilhaben, begegnet der Verfasser mit dem Hinweis, dies könnten auch Vögel wie der Papagei oder die Elster, selbst die Eselin Bileams hätte gesprochen und wäre doch kein Mensch gewesen. Den Hinweis auf die Vernunftbegabtheit der Frauen kontert er mit dem Argument, dass der Mensch prinzipiell von der Vernunft der Tiere, etwa der Schlangen und Ameisen, lernen könne.
Das haarsträubendste Argument findet sich laut Manfred P. Fleischer in der neunten These. Hier behauptet der Verfasser, dass im Rahmen der menschlichen Fortpflanzung dem Mann die Rolle der causa efficiens, der „Wirkursache“, zukomme, die Frau aber die causa instrumentalis, die „instrumentale Ursache“, verkörpere; denn „ein Schmied kann kein Schwert schmieden, wenn er nicht als Hilfsmittel einen Hammer hat; ein Schreiber kann nicht schreiben, wenn er nicht ebenso ein Hilfsmittel hat, die Feder; ein Schneider kann nicht nähen, wenn er nicht als Hilfsmittel die Nadel hat, ein Mensch kann nicht zeugen, wenn er nicht als Hilfsmittel die Frau hat. Wie aber der Hammer kein Schmied ist, die Nadel kein Schneider, die Feder kein Schreiber, so ist auch die Frau kein Mensch.“ In der deutschen Übertragung führt der „Weiberfeind“ Bruder Endres aus, dass auch die Empfindung von Schmerz eine Kreatur nicht zum Menschen mache und meint: „das Weib wird selig durch Kinderzeugen, und ist ja an dem, daß sich die Weiber damit zu Menschen machen wollen, aber sie fehlen weit, und ist ihnen die Antwort schon fertig, nemlich, daß die Thier auch mit Schmertzen geberen, sie sind aber darumb keine Menschen.“ Resümierend kommt der Frauenfeind zu dem Schluss: „Summa Summarum: Es ist kein Thier so gifftig, das Weib ist noch gifftiger, ja teufflischer und boßhafftiger als der Teuffel selbst.“

## Disputatio novaundQuerelle des femmes
Die Reaktion erfolgte noch im selben Jahr und machte klar, dass eine Herabwürdigung der Frau und ihre Deklassierung auf eine Stufe unterhalb des Menschen weder akzeptiert wurden, noch auf Verständnis auch nur feststellbarer Teile der an solchen Fragen interessierten Kreise stießen. Gleichwohl löste sie immer wieder Diskussionen innerhalb der Querelle des femmes aus.
Die Wurzeln der Querelle des femmes reichen zurück bis in Aussagen mancher Kirchenväter und des Kirchenschriftstellers Tertullian über die Rolle Evas beim Sündenfall und das Wesen der Frau im Allgemeinen. Die Querelle erhielt in der Renaissance bei der Auseinandersetzung um eine neue Definition des „Menschen“ Nahrung. Die Renaissance-Humanisten stellten die Frage, was der Mensch sei und auf welche Weise die beiden Geschlechter „den“ Menschen verkörperten. Im Jahr 1486 bereitete der Humanist Giovanni Pico della Mirandola seine epochale, später gedruckte, aber nie gehaltene Rede Oratio de hominis dignitate („Rede über die Würde des Menschen“) vor. Aber auch für Pico war „nur Adam […] der Adressat von Gottes Wort, demzufolge der Mensch nach seinem freien Willen seine eigene Natur bestimmen solle und die Form, in der er zu leben wünsche.“
Gleichwohl zeigt sich in der Rede des damals 23-jährigen Pico die Verlagerung der Fragestellung: Mittelpunkt war nun nicht mehr die Frage nach dem Menschen an sich und wie er ist, sondern die Frage, ob die Frau grundsätzlich dazu gehöre – zur Krone der Schöpfung, als die der Mensch angesehen wird. In der Folge erschienen zahlreiche „weiberfeindliche“ Schriften, zu denen auch die Disputatio nova und ihre deutsche Übertragung Ob die Weiber Menschen seyn, oder nicht? zu zählen sind. Sie trugen die Querelle nach Deutschland.
Noch 1910 veröffentlichte Max Funke seine Dissertation mit ähnlicher Fragestellung wie die Disputatio nova, in der er unter Beziehung auf den biblischen Schöpfungsbericht und auf Philosophen wie Schopenhauer bereits im Titel feststellte, Frauen seien keine Menschen („Mulieres homines non sunt“). Bei Funke sei alles zweifellos ernst gemeint und er erwecke den Anschein, dies wissenschaftlich bewiesen zu haben, so Elisabeth Gössmann.

## Ausgaben
- Valens Acidalius (ursprünglich anonym): Disputatio nova contra Mulieres, Qua probatur eas Homines non esse. Ohne Ort, 1595 (Digitalisat).
- Valens Acidalius: Disputatio nova contra mulieres, qua probatur eas homines non esse – Neue Disputation gegen die Frauen zum Erweis, daß sie keine Menschen sind. Lateinisch und deutsch. Mit der Übersetzung von Georg Burkard herausgegeben und erläutert von Ralf Georg Czapla und Georg Burkard (= Bibliotheca Neolatina. Band 11). Manutius, Heidelberg 2006.
- Gründ- und probierliche Beschreibung/ Argument und Schluß-Articul, sampt beygefügten außführlichen Beantwortungen: Belangend die Frag/ Ob die Weiber Menschen seyn/ oder nicht?… 1618 (Google Books)
- Elisabeth Gössmann (Hrsg.): Ob die Weiber Menschen seyn, oder nicht? (= Archiv für philosophie- und theologiegeschichtliche Frauenforschung. Bd. 4). 2., überarbeitete und erweiterte Auflage. Iudicium, München 1996, ISBN 3-89129-004-7, S. 101–124 (Text), S. 52–62 (Kommentar von Jörg Jungmayr).

## Nachweise
1. ↑  Obwohl nach dem Zeugnis von Johann Christoph Bekmann eine andere, bei Bonavent Schmid in Zerbst gedruckte Auflage existierte; vergleiche Johann Christoph Bekmann: Politica parallela. Meyer, Frankfurt/Oder 1694, S. 477 f. (Digitalisat); siehe auch Valentin Heinrich Schmidt: Ueber den Kritiker Valens Acidalius, besonders über seinen Antheil an der Schrift eines Ungenannten, daß die Weiber keine Menschen sind. In: Journal für Deutschland, historisch-politischen Inhalts. Band 13, 1819, S. 129.
2. ↑  Eine weitere Übersetzungsmöglichkeit lautet: „… dass sie keine Männer sind“; zur Übersetzung siehe Magdalena Drexl: Die Disputatio nova contra mulieres, Qua probatur eas Homines non esse und ihre Gegner. Querelle des Femmes in der konfessionellen Polemik um 1600. In: Gisela Engel, Friederike Hassauer, Brita Rang, Heide Wunder (Hrsg.): Geschlechterstreit am Beginn der europäischen Moderne – Die Querelle des Femmes. Helmer, Königstein/Taunus 2004, S. 122; Ralf Georg Czapla, Georg Burkard: Valens Acidalius: Disputatio nova contra mulieres, qua probatur eas homines non esse – Neue Disputation gegen die Frauen zum Erweis, daß sie keine Menschen sind. Lateinisch und deutsch. Mit der Übersetzung von Georg Burkard. Manutius, Heidelberg 2006, S. 18.
3. ↑  Zu den Antwortschriften der Universitäten siehe Magdalena Drexl: Weiberfeinde – Weiberfreunde? Die Querelle des femmes im Kontext konfessioneller Konflikte um 1600. Campus, Frankfurt/Main und New York 2006, S. 100–145, bes. S. 126–145.
4. ↑  Andreas Schoppius: Frawen Ehren vnd Gewissen Schild. Das Weiber warhafftig, Menschen, im Glauben Gottes Kinder vnd Erben der Seligkeit sind : Jhnen zu Trost, jrem vnbenameten, doch offentlichen Lesterer zur Widerlegung. Eisleben 1595 (Digitalisat).
5. ↑  Simon Gediccus: Defensio sexus muliebris, opposita futelissimae disputationi recens editae. Michael Lantzenberger, Leipzig 1595 (Google Books).
6. ↑  Übersetzung nach Ralf Georg Czapla, Georg Burkard: Valens Acidalius: Disputatio nova contra mulieres, qua probatur eas homines non esse – Neue Disputation gegen die Frauen zum Erweis, daß sie keine Menschen sind. Lateinisch und deutsch. Mit der Übersetzung von Georg Burkard. Manutius, Heidelberg 2006, S. 29.
7. ↑  Ralf Georg Czapla, Georg Burkard: Valens Acidalius: Disputatio nova contra mulieres, qua probatur eas homines non esse – Neue Disputation gegen die Frauen zum Erweis, daß sie keine Menschen sind. Lateinisch und deutsch. Mit der Übersetzung von Georg Burkard. Manutius, Heidelberg 2006, S. 105.
8. ↑  Manfred P. Fleischer: Are Women Human? – The Debate of 1595 between Valens Acidalius and Simon Gediccus. In: Sixteenth Century Journal. Band 12, Nummer 2, 1981, S. 107–120.
9. ↑  Heinz-Jürgen Voß: Making Sex Revisited: Dekonstruktion des Geschlechts aus biologisch-medizinischer Perspektive. transcript, Bielfeld 2010, S. 108–110, hier: S. 109 (PDF).
10. ↑  Ralf Georg Czapla, Georg Burkard: Valens Acidalius: Disputatio nova contra mulieres, qua probatur eas homines non esse – Neue Disputation gegen die Frauen zum Erweis, daß sie keine Menschen sind. Lateinisch und deutsch. Mit der Übersetzung von Georg Burkard. Manutius, Heidelberg 2006, S. 7 geben fälschlicherweise an, Osthausen wäre in Frankfurt an der Oder ansässig gewesen; vergleiche aber Albrecht Kirchhoff: Lesefrüchte aus den Acten des städtischen Archivs zu Leipzig. In: Archiv für Geschichte des Deutschen Buchhandels. Band 12, 1889, S. 131–142, hier: S. 132 (Digitalisat).
11. ↑  Valens Acidalius: Epistola apologetica ad Cl. Virum Iacobum Monavium. In: Valentis Acidalii Epistolarum Centuria 1. Hanoviae [= Hanau] 1606, S. 339–344 (Google Books).
12. ↑  Hierzu Valentin Heinrich Schmidt: Ueber den Kritiker Valens Acidalius, besonders über seinen Antheil an der Schrift eines Ungenannten, daß die Weiber keine Menschen sind. In: Journal für Deutschland, historisch-politischen Inhalts. Band 13, 1819, S. 113–148, hier: S. 141–147; Ralf Georg Czapla, Georg Burkard: Valens Acidalius: Disputatio nova contra mulieres, qua probatur eas homines non esse – Neue Disputation gegen die Frauen zum Erweis, daß sie keine Menschen sind. Lateinisch und deutsch. Mit der Übersetzung von Georg Burkard. Manutius, Heidelberg 2006, S. 8. 10 f.; Magdalena Drexl: Weiberfeinde – Weiberfreunde? Die Querelle des femmes im Kontext konfessioneller Konflikte um 1600. Campus, Frankfurt/Main und New York 2006, S. 40. 89–93. 96 f.
13. ↑  Jörg Jungmayr: Einführung zu Henricus Cornelius Agrippa von Nettesheim, zu Valens Acidalius und der Gegenschrift von Gediccus sowie zu … Ob die Menschen Weiber seyn, oder nicht? In: Elisabeth Gössmann (Hrsg.): Ob die Weiber Menschen seyn, oder nicht? 1996, S. 46–62, besonders S. 46 und 52 f.; Silke Segler-Meßner: Zwischen Empfindsamkeit und Rationalität – Der Dialog der Geschlechter in der italienischen Aufklärung. Schmidt, Berlin 1998, S. 47 Anm. 80
14. ↑  Horatio Plata: Che le donne non siano della spetie degli huomini. Discorso piacevole. Gasparo Ventura, Lyon [tatsächlich: Francesco Valvasense, Venedig] 1647.
15. ↑  Joseph Hilgers: Der Index der verbotenen Bücher. In seiner neuen Fassung dargelegt und rechtlich-historisch gewürdigt. Herder, Freiburg im Breisgau 1904, S. 153 f. (Digitalisat).
16. ↑  Anne-Gabriel Meusnier de Querlon: Problèmes sur les femmes. Amsterdam [eigentlich: Paris] 1744.
17. ↑  Charles Clapiès: Paradoxe sur les femmes, où l’on tâche de prouver qu’elles ne sont pas de l’espèce humaine. Krakau 1766 (Digitalisat).
18. ↑  Meg-Mutatás, hogy az asszonyi személyek nem emberek.Az Írásból és a józan okoskodásból Nap-fényre hozatott, Nyomtattatott 1783. Esztendőben.
19. ↑  B. Carberi Anna kis-aszszonynak kedveséhez írtt levele, mellyben meg-mutatja, hogy az aszszonyi személyek emberek. Pest 1785.
20. ↑  Neu abgedruckt bei Elisabeth Gössmann (Hrsg.): Ob die Weiber Menschen seyn, oder nicht? 1996, S. 101–124.
21. ↑  Gisela Bock: Frauen in der europäischen Geschichte. 2000, S. 19.
22. ↑  Manfred P. Fleischer: Are Women Human? – The Debate of 1595 between Valens Acidalius and Simon Gediccus. In: Sixteenth Century Journal. Band 12, Nummer 2, 1981, S. 107.
23. ↑  Übersetzung nach Ralf Georg Czapla, Georg Burkard: Valens Acidalius: Disputatio nova contra mulieres, qua probatur eas homines non esse – Neue Disputation gegen die Frauen zum Erweis, daß sie keine Menschen sind. Lateinisch und deutsch. Mit der Übersetzung von Georg Burkard. Manutius, Heidelberg 2006, S. 37.
24. ↑  Gründ- und probierliche Beschreibung/ Argument und Schluß-Articul, sampt beygefügten außführlichen Beantwortungen: Belangend die Frag/ Ob die Weiber Menschen seyn/ oder nicht?… 1618, S. 17 (Google Books); Elisabeth Gössmann (Hrsg.): Ob die Weiber Menschen seyn, oder nicht? 2., überarbeitete und erweiterte Auflage. Iudicium, München 1996, S. 112. 123; Gisela Bock: Frauen in der europäischen Geschichte. 2000, S. 19 zitiert freier und Sinn ändernd: „dass sich «die Weiber [durch Gebären] zu Menschen machen wollen», sei «ihnen die Antwort schon fertig, nemlich, daß die Thier auch mit Schmerzen gebären, sie sind aber darum keine Menschen […].».“
25. ↑  Gründ- und probierliche Beschreibung/ Argument und Schluß-Articul, sampt beygefügten außführlichen Beantwortungen: Belangend die Frag/ Ob die Weiber Menschen seyn/ oder nicht?… 1618, 36 (Google Books); Elisabeth Gössmann (Hrsg.): Ob die Weiber Menschen seyn, oder nicht? 2., überarbeitete und erweiterte Auflage. Iudicium, München 1996, S. 123; Gisela Bock: Frauen in der europäischen Geschichte. 2000, S. 19.
26. ↑  Heinz-Jürgen Voß: Making Sex Revisited: Dekonstruktion des Geschlechts aus biologisch-medizinischer Perspektive. transcript, Bielfeld 2010, S. 108–110.
27. ↑  Gisela Bock: Frauen in der europäischen Geschichte. 2000, S. 13.
28. 1 2  Gisela Bock: Frauen in der europäischen Geschichte. 2000, S. 14.
29. ↑  Gisela Bock: Frauen in der europäischen Geschichte. 2000, S. 20.
30. ↑  Giovanni Pico della Mirandola: De hominis dignitate. = Über die Würde des Menschen (= Philosophische Bibliothek. Bd. 427). Herausgegeben und eingeleitet von August Buck. Meiner, Hamburg 1990, ISBN 3-7873-0959-4 (lateinischer Text mit einer deutschen Übersetzung von Norbert Baumgarten).
31. ↑  Gisela Bock: Geschlechtergeschichten der Neuzeit. Ideen, Politik, Praxis (= Kritische Studien zur Geschichtswissenschaft. Band 213). Vandenhoeck & Ruprecht, Göttingen 2014, S. 78.
32. ↑  Max Funke: Sind Weiber Menschen? Mulieres homines non sunt. Studien und Darlegungen auf Grund wissenschaftlicher Quellen. Spies, Baden-Baden 1911; vergleiche Elisabeth Gössmann (Hrsg.): Ob die Weiber Menschen seyn, oder nicht? 2., überarbeitete und erweiterte Auflage. Iudicium, München 1996, S. 25 f.